# Иванковецкий сельский совет (Тернопольская область)
Иванковецкий сельский совет (укр. Іванковецька сільська рада) — входит в состав
Лановецкого района
Тернопольской области
Украины.
Административный центр сельского совета находится в 
с. Иванковцы.

## Населённые пункты совета
- с. Иванковцы